# Колоидно сребро
Колоидното сребро представлява микроскопични сребърни частици разтворени в някаква течност. Най-често това е дестилирана вода. Полученият разтвор е известен като сребърна вода.
Сребърната вода или колоидното сребро често се рекламира като алтернативен чудотворен лек, но няма научни доказателства в подкрепа на твърдените ефекти. Един от известните странични ефекти е състояние, при което части от тялото посиняват поради натрупване на сребро в кожата.

## История
Още преди хиляди години древните гърци са научили за здравословните свойства на среброто, когато най-богатите семейства са се хранили със сребърни прибори, съхранявали са храна в сребърни съдове и са страдали много по-рядко от тези, които са използвали такива от керамика или желязо. Също така, богатите хора често развивали лек синкав оттенък на кожата, тъй като години наред поглъщат сребърни частици, оттам и терминът „синя кръв“. Това не е била единствената причина за нарицателното „синя кръв“ – от друга страна, те също така в повечето случаи избягвали работата на открито в полето и се женили в рамките на собствената си социална група, като по този начин поддържат бледата си кожа, през която прозират вените им. Въпреки че венозната кръв има по-тъмен оттенък (поради това че е дала по-голямата част от кислорода си на тялото) спрямо яркочервената артериална кръв, тя никога не е синя. Просто изглежда по този начин при хората с много светла кожа, поради абсорбцията на светлина от кръвта, отражението на светлината от кожата, както и възприятието на цвета.
Още преди изобретяването на антибактериалния сапун, колоидното сребро се е използвало за унищожаване на бактерии и все още се използва за дезинфекция на хирургически инструменти и лабораторно оборудване. Среброто е ефективно както за предотвратяване, така и за борба с бактериални заболявания и инфекции, тъй като не корозира. В древността среброто се е използвало в превръзки за рани и често е било използвано за същите цели в Америка след Гражданската война. Това е и причината църквите да използват сребърен кръст за даване на Причастие, за да спрат разпространението на болестите. Използването на сребро затихва с появата на регулирани синтезирани лекарства, но отново става популярно заедно с тенденциите в начина на живот, които насърчават естествената органична храна.

## Механизъм на действие
Предполага се, че колоидното сребро убива едноклетъчните организми като нарушава техния метаболизъм и способност за размножаване. Привърженици на тази теория твърдят, че то е ефективно срещу всеки вирус и заболяване и че не взаимодейства опасно с други лекарства. Научни изследвания са показали, че чистото сребро има способността да убива бактериите, дори супербактерии, устойчиви на конвенционални дезинфектанти. Среброто действа като катализатор и деактивира определен ензим, отговорен за жизнената дейност и репликация на бактериалната клетка. Ензимът, който се засяга, е нужен на редица анаеробни бактерии, вируси, дрожди и плесени. Това пречи на патогените да използват собствените клетки на тялото като средство за репликация. Колоидното сребро създава среда, която прави невъзможно патогените да оцелеят и да се размножават.
Тъй като не е предназначено за борба със специфичен микроорганизъм, а по-скоро действа срещу самата природа на техния жизнен цикъл, колоидното сребро може да се използва като превантивно средство срещу редица заболявания, причинени от всички патогени, включително бъдещи мутации. Не е известен болестотворен микроорганизъм, който да може да живее в присъствието на дори минимални следи от колоидно сребро. Лабораторни тестове са показали, че всички анаеробни бактерии, вируси, гъбички и други микроорганизми умират няколко минути след контакта със сребърните йони. Паразитите също се убиват, докато са още в стадия на яйцеклетката.

## Приложение
Когато колоидното сребро се използва като широкоспектърна вирусна и бактериална профилактика, това може да излекува други на пръв поглед несвързани заболявания. Хората, които са претърпели тежки изгаряния, могат да използват колоидно сребро за насърчаване на здравословния клетъчен растеж и за защита от инфекции. То намалява появата на акне с бактериален произход, помага за поддържане на здравословна храносмилателна среда и увеличава максимално количеството хранителни вещества, които тялото е в състояние да извлече от храната.
Колоидното сребро може да е от полза при заболявания с вирусни причинители като херпес, брадавици, настинки, грип, бронхит и пневмония. Изтъквано е и като средство за борба с ХИВ и СПИН. И макар че тези твърдения не са признати от медицинската общност, несъмнено се наблюдава известно повишение на преживяемостта при някои пациенти със СПИН, които са приемали колоидно сребро. Смята се, че същият механизъм, който възпрепятства размножаването на патогените, може да се използва и срещу неконтролируемото делене на ракови клетки в организма. Раковите тумори се образуват, когато вътрешните регулатори на клетките спрат да работят. Клетките се делят със скорост, която надвишава нуждите на организма от тях, а колоидното сребро прекалибрира скоростта на делене на клетките.
Колоидното сребро е ефективно и като храносмилателно средство, когато се приема по време на хранене, тъй като то подобрява абсорбцията на хранителните вещества, а също и пречи на растежа и репродукцията на паразитите в чревния канал по време на ферментация на храната. Последната може да възникне, ако храната престоява прекалено дълго в храносмилателната система и това може да доведе до газове, подуване на корема, болка, лошо храносмилане и рефлукс, така че приемането на сребро може да помогне да се избегнат всички тези неприятни симптоми, които много хора имат след хранене.
Колоидното сребро стимулира заздравяването на кожата и другите меки тъкани. Може да се използва при пародонтит, псориазис, екзема, конюнктивит, възпаления на ухото, болки в гърлото, хрема, синузит и други.

## Дозировка
Като цяло, дозирането на колоидното сребро зависи от конкретното условие, заболяване и концентрация на използвания продукт, но стандартната доза, която може да се приема с профилактична цел и подпомагане на здравето, не бива да надвишава 50 – 200 мкг/ден. Терапевтичната доза е около 30 мл/ден. Според Американската агенция за опазване на околната среда, приеманото през устата сребро до 5 мкг на килограм телесно тегло не трябва да представлява никаква опасност за човешкото здраве.
Приемът през устата задължително трябва да е с далеч по-ниска концентрация спрямо този при третиране върху кожата. В първият случай терапевтичен ефект може да настъпи за около 3 – 4 дни, като след отшумяване на симптомите приемът на колоидно сребро трябва да се прекрати.

## Странични ефекти
Въпреки всички положителни ефекти на колоидното сребро, то все още се пренебрегва от медицинската общност като цяло. От научна гледна точка, човешкото тяло няма съществена нужда от сребро и при приемане на прекалено голямо количество или при по-продължителна консумация може да настъпи натрупване на сребърни йони във вътрешните органи, което води до състояние, наречено аргирия. Това причинява трайно посивяване на кожата и склерите на очите, но по друг начин не влияе върху здравето на човека. Препоръчително е избягването на сребърна вода при наличие на алергия или непоносимост към сребро.
Твърди се, че среброто не може да взаимодейства по никакъв начин с други лекарства и билки.